# Unidades de superficie de Mallorca
Tradicionalmente se medía con unidades propias la superficie de tierra en Mallorca (España). Las principales eran la cuarterada y el cuartón.

## Cuarterada
La cuarterada es la principal medida de superficie de tierra agrícola. Esta unidad es equivalente a 7.103 m². Esta unidad se subdivide en cuatro cuartones, en mallorquín quartons.

## Cuartón
Esta unidad corresponde a una cuarta parte de la cuarterada, es decir 1.775,75 m². Esta unidad puede subdividirse en cuatro horts o cien destres.